# Гомоморфне шифрування
Гомоморфне шифрування — така модель шифрування, яка дозволяє виконувати певні математичні дії з зашифрованим текстом і отримувати зашифрований результат, який відповідає результату аналогічної операції, що проводиться з відкритим текстом.
Сучасні гомоморфні системи шифрування ділять на 2 класи:
- частково гомоморфні системи, та
- повністю гомоморфні системи.

Під поняттям частково гомоморфні системи розуміють такі криптосистеми, які гомоморфні відносно тільки одної математичної функції (додавання або множення).
Вперше поняття «гомоморфне шифрування» було використане в 1978 році після розробки асиметричного алгоритму RSA його авторами Рональдом Рівестом, Аді Шаміром та Леонардом Адлеманом, але їх перші спроби обґрунтувати необхідність та можливість практичного застосування гомоморфного шифрування були невдалими. 2009 року співробітник IBM Крейг Джентрі запропонував модель повністю гомоморфної криптографічної системи, за допомогою якої стало можливим реалізувати операції додавання та множення над зашифрованими даними без їх попереднього розшифрування.

## Приклади застосування

### Електронне голосування
Прикладом застосування гомоморфних криптосистем можна назвати системи безпечного електронного голосування.
Типова система безпечного електронного голосування з універсальною верифікацією використовує гомоморфну криптосистему над адитивною групою {\displaystyle \mathbb {Z} _{n}} де n більше за кількість учасників голосування.
Голосування відбувається таким чином. Наприклад, виборець i хоче віддати голос {\displaystyle v_{i}}, при цьому {\displaystyle v_{i}\in \{0,1\}}. Аби проголосувати виборець i обчислює та оприлюднює {\displaystyle {\mathcal {E}}_{pk}(v_{i})}, тобто шифротекст {\displaystyle v_{i}} із використанням відкритого ключа поширеного виборчою комісією. Після того як всі проголосували виборча комісія обчислює суму всіх шифротекстів (що може відбуватись відкрито) та дешифрує результат; отриманий результат є результатом голосування, оскільки:
{\displaystyle {\mathcal {D}}_{sk}({\mathcal {E}}_{pk}(v_{1})\cdots {\mathcal {E}}_{pk}(v_{N}))=v_{1}+\dots +v_{N}},
Рівність результатів гарантується використаною гомоморфною криптосистемою.
Залежно від ступеня довіри до виборчої комісії вона може також надати доказ вірності дешифрування результатів із можливістю публічної перевірки. Таким чином буде доведено вірність підрахунку голосів.

## Виноски
1. ↑  Вимоги до такої криптосистеми можна неформально описати так: це має бути така криптосистема, що для будь-якого {\displaystyle n_{0}>0}, існує можливість обрати параметри безпеки таким чином, що отримана криптосистема буде гомоморфна над (адитивною групою) {\displaystyle \mathbb {Z} _{n}}, де {\displaystyle n\geq n_{0}}